# Distrito Escolar Unificado de Glendale
El Distrito Escolar Unificado de Glendale (Glendale Unified School District, GUSD) es un distrito escolar de California. Tiene su sede en el Administration Center en Glendale. El distrito cubre la ciudad de Glendale y la communidad no incorporada de La Crescenta-Montrose. El consejo escolar tiene un presidente, un vicepresidente, un secretario, y dos miembros.

## Escuelas secundarias (9-12)
- Escuela Seundaria Magnet Anderson W. Clark
- Escuela Secundaria Crescenta Valley
- Escuela Secundaria Glendale
- Escuela Secundaria Herbert Hoover
- Escuela Secundaria Allan F. Daily High School